# Heteronyx sexualis
Heteronyx sexualis är en skalbaggsart som beskrevs av Blackburn 1909. Heteronyx sexualis ingår i släktet Heteronyx och familjen Melolonthidae. Inga underarter finns listade i Catalogue of Life.